# Jaseňovský vrch
Jaseňovský vrch (819 m) – szczyt górski w paśmie górskim Wyhorlat w Łańcuchu Wyhorlacko-Gutyńskim Wewnętrznych Karpat Wschodnich. 
Piesze szlaki turystyczne: 
 wieś Remetské Hámre – Motrogon – przełęcz Tri tably – Sninský kameň – Nežabec – Fedkov – przełęcz Strihovské sedlo – Jaseňovský vrch – Diel – Veľka Vavrová – Sokolovec – wieś Podhoroď